# ZFAND3
ZFAND3 (англ. Zinc finger AN1-type containing 3) – білок, який кодується однойменним геном, розташованим у людей на 6-й хромосомі. Довжина поліпептидного ланцюга білка становить 227 амінокислот, а молекулярна маса — 25 184.
| 10         |  | 20         |  | 30         |  | 40         |  | 50         |
| ---------- |  | ---------- |  | ---------- |  | ---------- |  | ---------- |
| MGDAGSERSK |  | APSLPPRCPC |  | GFWGSSKTMN |  | LCSKCFADFQ |  | KKQPDDDSAP |
| STSNSQSDLF |  | SEETTSDNNN |  | TSITTPTLSP |  | SQQPLPTELN |  | VTSPSKEECG |
| PCTDTAHVSL |  | ITPTKRSCGT |  | DSQSENEASP |  | VKRPRLLENT |  | ERSEETSRSK |
| QKSRRRCFQC |  | QTKLELVQQE |  | LGSCRCGYVF |  | CMLHRLPEQH |  | DCTFDHMGRG |
| REEAIMKMVK |  | LDRKVGRSCQ |  | RIGEGCS    |  |            |  |            |

A: Аланін

C: Цистеїн

D: Аспарагінова кислота

E: Глутамінова кислота

F: Фенілаланін

G: Гліцин

H: Гістидин

I: Ізолейцин

K: Лізин

L: Лейцин

M: Метіонін

N: Аспарагін

P: Пролін

Q: Глутамін

R: Аргінін

S: Серин

T: Треонін

V: Валін

W: Триптофан

Білок має сайт для зв'язування з іонами металів, іоном цинку. 